# Телешовский сельсовет (Лотошинский район)
Телешовский сельсовет — упразднённая административно-территориальная единица, существовавшая на территории Московской губернии и Московской области до 1939 года.
Телешовский сельсовет был образован в первые годы советской власти. По данным 1921 года он входил в состав Ошейкинской волости Волоколамского уезда Московской губернии.
По данным 1926 года в состав сельсовета входили 3 населённых пункта — Телешово, Северное Телешово и Южное Телешово, а также 1 хутор.
В 1929 году Телешовский с/с был отнесён к Лотошинскому району Московского округа Московской области.
17 июля 1939 года Телешовский с/с был упразднён, а его территория передана в Кушеловский сельсовет.